# Fayetteville (Geórgia)
Fayetteville é uma cidade localizada no estado americano de Geórgia, no Condado de Fayette.

## Demografia
Segundo o censo americano de 2000, a sua população era de 11.148 habitantes.
Em 2006, foi estimada uma população de 14.998, um aumento de 3850 (34.5%).

## Geografia
De acordo com o United States Census Bureau tem uma área de
25,8 km², dos quais 25,6 km² cobertos por terra e 0,2 km² cobertos por água. Fayetteville localiza-se a aproximadamente 282 m acima do nível do mar.

## Localidades na vizinhança
O diagrama seguinte representa as localidades num raio de 16 km ao redor de Fayetteville.